# Jackson Pollock: Love and Death on Long Island
Jackson Pollock: Love and Death on Long Island è un documentario del 1996 diretto da Teresa Griffiths e basato sulla vita del pittore statunitense Jackson Pollock.